# آشفتگی ۲: ترس از پرواز
آشفتگی ۲: ترس از پرواز (به انگلیسی: Turbulence 2: Fear of Flying) فیلمی محصول سال ۱۹۹۹ و به کارگردانی دیوید مک‌کای است. در این فیلم بازیگرانی همچون کریگ شفر، جنیفر بیلز، تام برنگر، جفری نردلینگ، جی برازائو، پیتر کلامیس، هیرو کاناگاوا و مایک دوپود ایفای نقش کرده‌اند.
این فیلم دنباله فیلم آشفتگی است و آشفتگی ۳ قسمت بعدی آن است.